# Thüringens lantdag

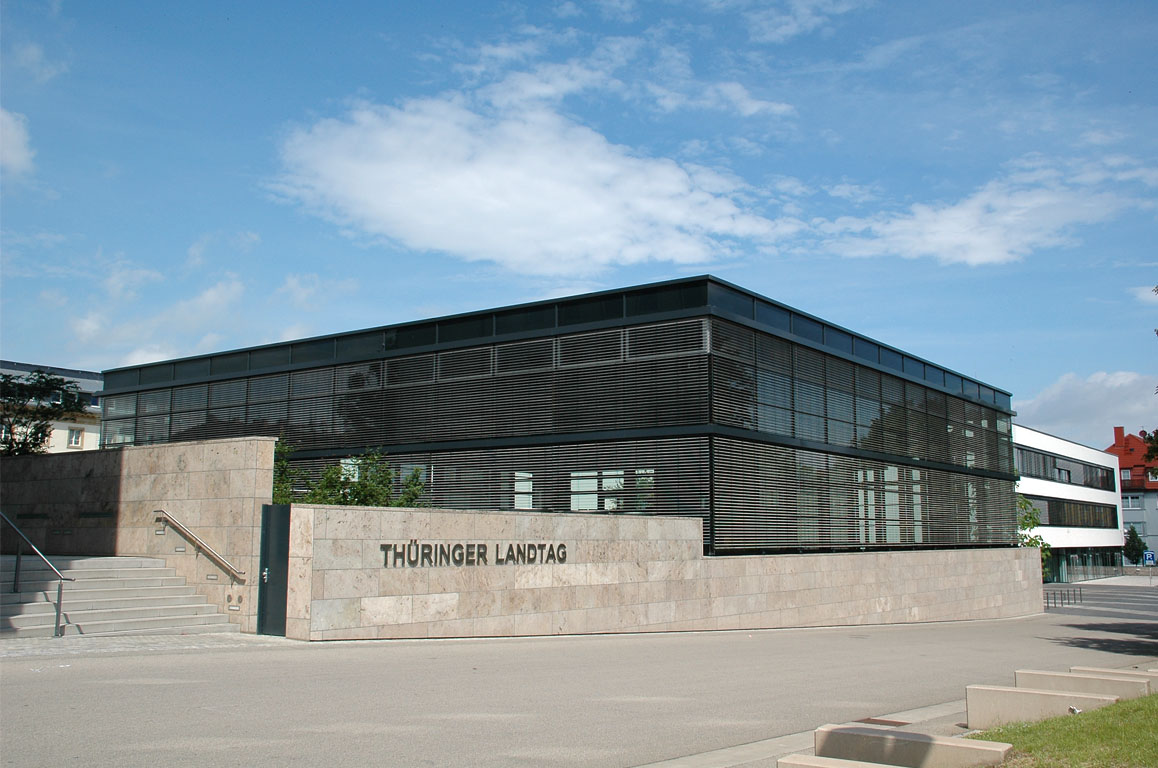
Lantdagens byggnadskomplex i Erfurt.

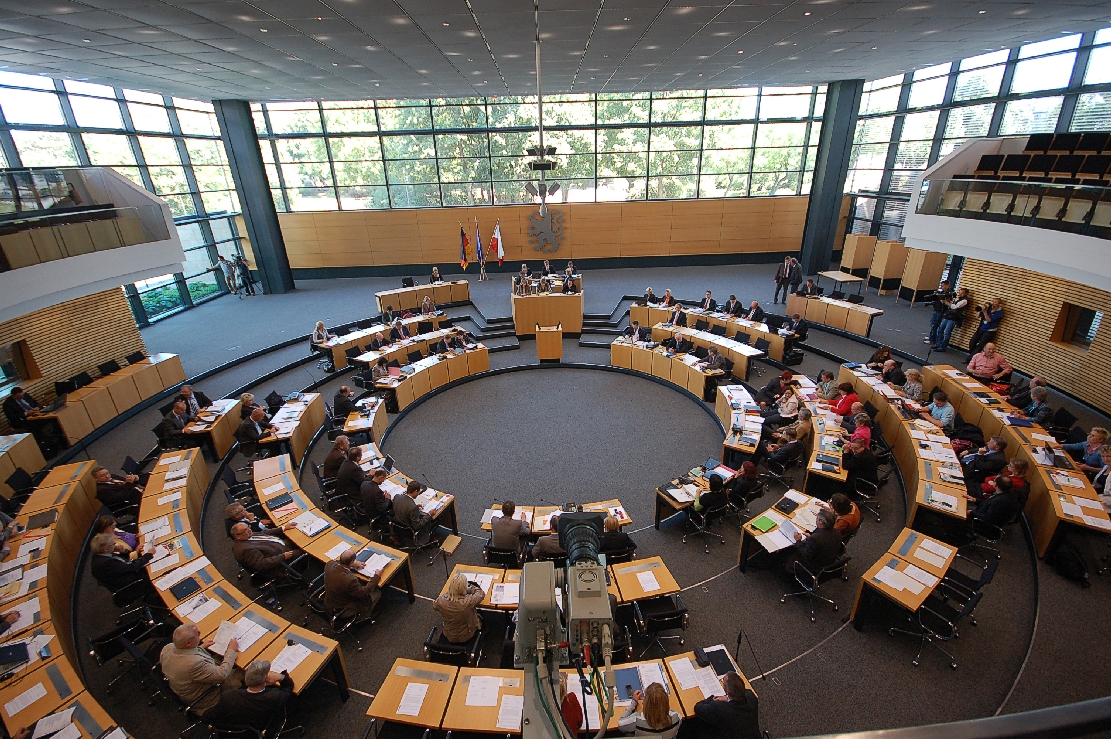
Plenisalen.

Thüringens lantdag (tyska: Thüringer Landtag) är lagstiftande församling i det tyska förbundslandet Thüringen, med säte i förbundslandets huvudstad Erfurt.

## Historik
Lantdagen grundades ursprungligen i Land Thüringen 1920 under Weimarrepublikens republikanska författning men avskaffades under Östtyskland 1952, då Thüringen upplöstes som delstat. I samband med Tysklands återförening 1990 återuppstod Thüringen som ett förbundsland i Förbundsrepubliken och lantdagen återskapades i sin nuvarande form.

## Lokaler
Lantdagen har sina lokaler vid Arnstädter Strasse i centrala Erfurt, där en nyklassicistisk byggnad från 1930-talet ritad av Wilhelm Pook dominerar fasaden mot gatan. Till lantdagens lokaler hör även ytterligare moderna tillbyggnader från åren 1998–2003, som bland annat inrymmer plenisalen, samt det av Östtyskland 1951 färdigställda höghuset för det dåvarande Bezirk Erfurts förvaltning.

## Valsystem
Val till lantdagen sker vart femte år, enligt samma princip som valet till Tysklands förbundsdag, med ett tvåröstsystem med dels enmansvalkretsar och dels proportionell utjämning med val från partilistor. En femprocentsspärr tillämpas för partivalet. Thüringen är indelat i 44 valdistrikt och varje distrikt skickar en direktvald ledamot till lantdagen med majoritetsval. Eftersom detta system gynnar de största partierna har väljarna även en andra röst som läggs på partilistor, så att ytterligare 44 mandat för andra partier fördelas proportionellt där de redan fördelade direktmandaten räknas in vid fördelningen. Då detta ändå kan ge upphov till överhängsmandat om de stora partierna får en högre representation genom direktmandat än sin andel av röstetalen, fördelas ytterligare utjämningsmandat bland övriga partier till dess att proportionell representation uppnås. Av denna anledning är antalet ledamöter för en mandatperiod som lägst 88 men ofta något högre.
För nyval krävs att en tredjedel av ledamöterna begär omröstning och att sedan två tredjedels majoritet godkänner begäran. Nyval sker också då lantdagen inte genom omröstning kan uppnå majoritet för en ministerpresident. Endast så kallade konstruktiva misstroendeförklaringar mot sittande ministär tillåts, så att lantdagen måste välja en efterträdare till ministerpresidenten med majoritet för att avsätta den sittande ministerpresidenten.

## Valet 2019
Det senaste lantdagsvalet i Thüringen hölls i oktober 2019, då Die Linke blev största parti med 29 av 90 mandat. Alternativ för Tyskland har 22 mandat, CDU 21, SPD 8 och Die Grünen och FDP 5 mandat vardera. I den avgörande omröstningen om ministerpresident i februari 2020 valdes oväntat Thomas Kemmerich från det lilla liberala partiet FDP, med en rösts övervikt och stöd av konservativa CDU och nationalkonservativa AfD. Valet med AfD som stödparti kritiserades kraftigt från flera håll i Tyskland, och Kemmerich förklarade den 8 februari 2020 att han avgår. Den 4 mars hölls en ny omröstning och där valdes Bodo Ramelow (Die Linke) i tredje omgången som ministerpresident.